# بخش فلن
بخش فلن (به سوئدی: Flens kommun) یک ناحیه شهری در سوئد است که در شهرستان سودرمانلاند واقع شده‌است.

## خواهرخوانده
شهر ورش خواهرخواندهٔ بخش فلن هست.